# Eliasz (Katre)
Eliasz, imię świeckie Ilia Katre (ur. 14 lipca 1937, zm. 7 października 2022) – amerykański duchowny prawosławny pochodzenia albańskiego w jurysdykcji Patriarchatu Konstantynopolitańskiego, od 2002 biskup Albańskiej Diecezji Ameryki ze stolicą tytularną Filomelionu.
W 1988 przyjął święcenia prezbiteratu. Był wdowcem, miał dzieci. 10 maja 2002 otrzymał chirotonię biskupią.